# Barraca de la Foradada 1
La Barraca de la Foradada 1 és una barraca de vinya de Calafell (Baix Penedès) protegida com a Bé Cultural d'Interès Local.

## Descripció
Es tracta d'una edificació d'ús agrícola de planta rectangular, amb els cantons arrodonits, amb un sol espai interior i una porta d'entrada, amb llinda formada per dues lloses planes, situada a la cara sud. A l'interior hi ha, al mur oest, les restes d'una llar de foc, un petit armari de paret al costat de la xemeneia, i una menjadora. A l'angle sud-est hi ha, a tocar del terra, un altre armari de paret. La maçoneria dels murs interiors, a excepció de la volta, és unida amb terra argilosa. Als brancals de la porta hi ha pegats de morter de calç. La coberta és una volta cònica -o falsa cúpula- feta amb una superposició de filades de lloses planes, formant anells, el radi dels quals va decreixent progressivament. A la cara exterior de la coberta hi ha atzavares.
Els murs i la volta són fets de peces irregulars de pedra unides en sec amb l'ajut de falques, també de pedra, de dimensions més petites. Els murs tenen un rebliment de pedruscall.